# Nintendo 3DS

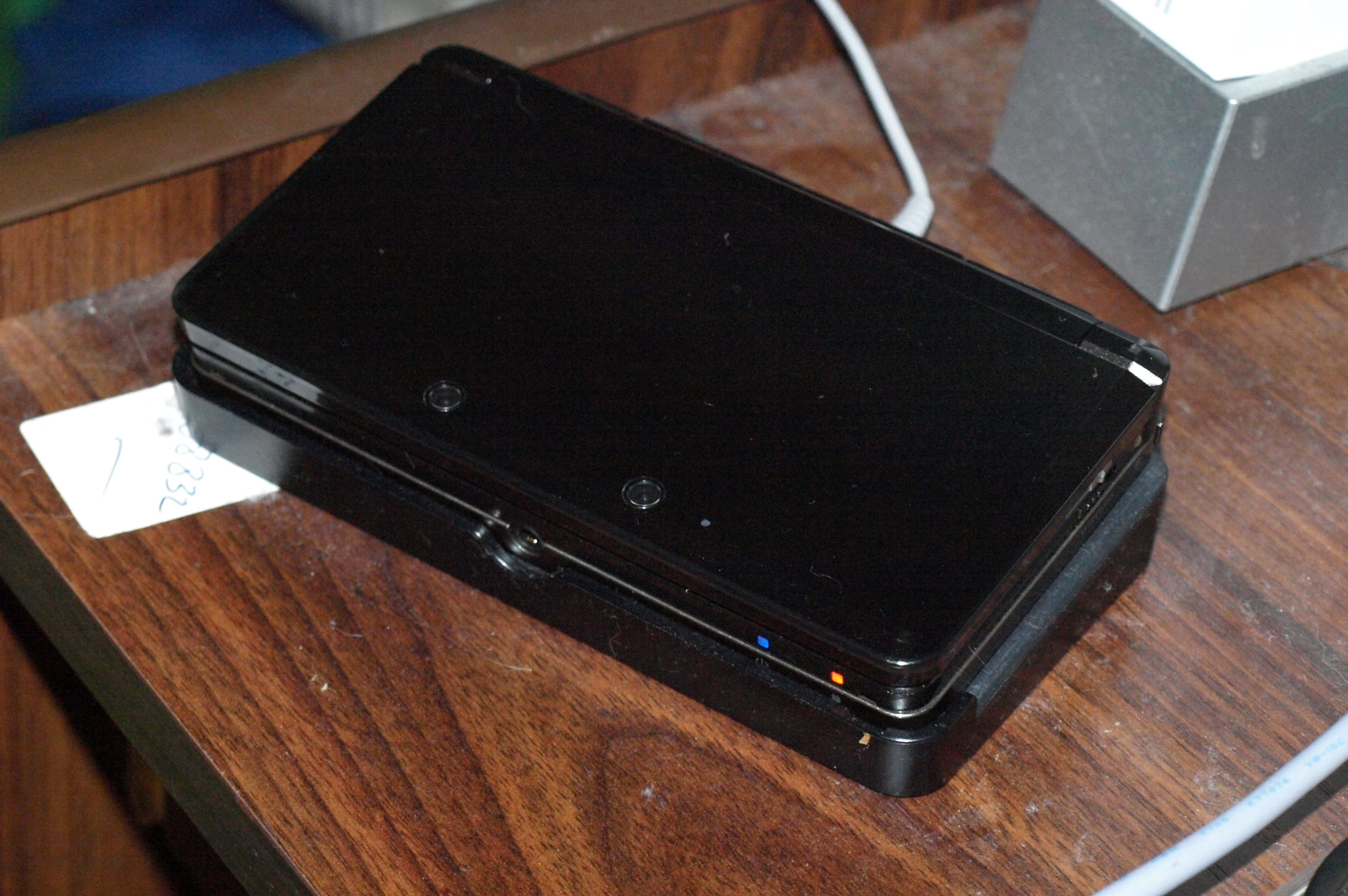
Schwarzer Nintendo 3DS zugeklappt in der mitgelieferten Ladestation. Zu erkennen: die beiden 3D-Außenkameras

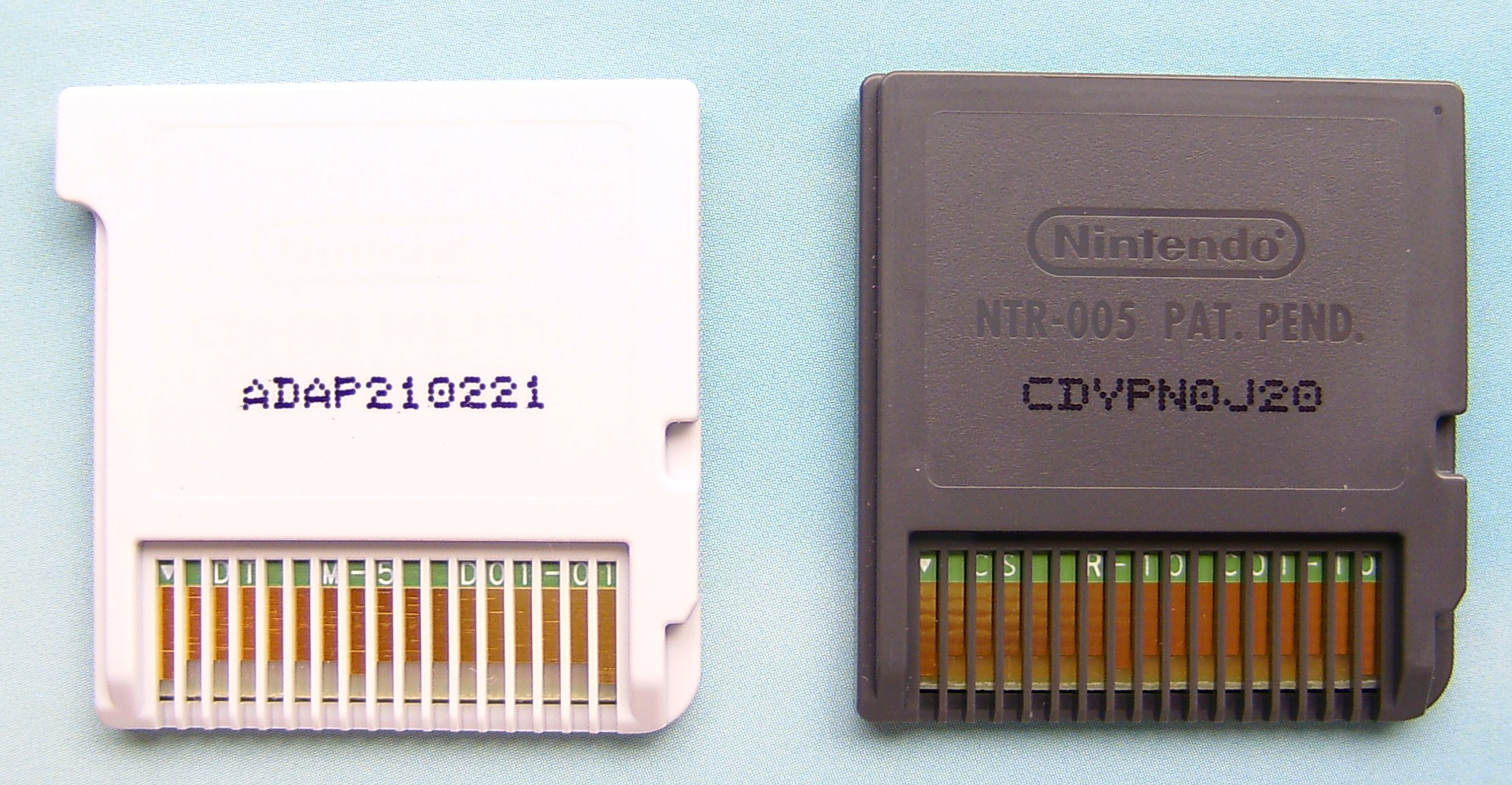
Vergleich von 3DS-Modul (links) und zum 3DS kompatiblem DS-Modul

Der Nintendo 3DS ist eine 2011 erschienene Handheld-Konsole des japanischen Unternehmens Nintendo, der den Nachfolger des Nintendo DS und dessen Ausführungen darstellt. Er ist die erste Spielkonsole, die autostereoskopische 3D-Inhalte darstellen kann, weshalb eine spezielle Brille daher nicht benötigt wird. Er wurde insgesamt über 75 Millionen Mal verkauft.

## Geschichte

### Markteinführung
Der 3DS wurde im Rahmen der E3 von 2010 am 15. Juni 2010 der Öffentlichkeit vorgestellt. Prototypen des Gerätes waren für Besucher der E3 zugänglich und konnten getestet werden. Auf der hauseigenen Messe Nintendo World 2011 war der Nintendo 3DS und einige Software erstmals der japanischen Öffentlichkeit zugänglich.
Er kam in Japan am 26. Februar 2011 auf den Markt, in Europa am 25. und in den USA am 27. März. Sein Verkaufspreis lag anfangs um 250 Euro bzw. US-Dollar. In Deutschland war er bis zum März 2012 die am schnellsten verkaufte Spielkonsole. Anfang 2012 gab Nintendo of America bekannt, dass sich der 3DS in den ersten neun Monaten öfter verkauft hat als die Wii.
In der ersten Woche nach der Veröffentlichung verkaufte sich der 3DS in den USA weniger als 400 000 Mal und blieb damit hinter den Erwartungen der Analysten zurück. In Europa wurden bis Mitte Mai 2011 etwa 300 000 Exemplare verkauft, davon ca. 50 000 Einheiten in Deutschland. Mit Stand Juli 2011 wurde die Konsole weltweit ca. 4,3 Millionen Mal verkauft. Als Reaktion auf diese enttäuschenden Zahlen und eine nach unten korrigierte Gewinnprognose kündigte Nintendo für den 12. August 2011 Preissenkungen von 29 bis 40 Prozent für das Produkt an. Kunden, die einen 3DS vor der Preisreduktion kauften, wurden mit kostenlosen, teilweise exklusiven Spiele-Downloads entschädigt. Damit wurden in dem Monat ca. 235 000 Exemplare verkauft, davon rund 185 000 nach der Preissenkung.

### Produktionsende
Am 17. September 2020 wurde offiziell bekannt gegeben, dass die Produktion aller Systeme der Nintendo-3DS-Familie endgültig eingestellt wurde. Jedoch konnte man Software zum Herunterladen im Nintendo eShop noch bis zum Mai 2023 kaufen. Mitte 2022 wurden einige Spiele nochmals auf physischen Datenträgern in den Handel gebracht, allerdings mit weniger aufwändigen Verpackungen als ursprünglich. Seit dem Geschäftsjahr 2023/2024 ist die Produktion jedoch auf Gebiete außerhalb der beiden amerikanischen Kontinente beschränkt.

## Technische Merkmale
Wie schon beim Vorgänger (Nintendo DS) bietet der Nintendo 3DS zwei Bildschirme. Der obere Bildschirm auf der Innenseite des Deckels bietet ein autostereoskopisches 3D-Display der Firma Sharp mit einer Diagonale von 8,97 cm (3,53 Zoll), das ohne spezielle Brille genutzt werden kann. Die Auflösung des 3D-Displays beträgt insgesamt 2 × 400 × 240 px, d. h. 400 × 240 px für jedes Auge. Die Intensität der stereoskopischen Darstellung ist über einen Schieberegler stufenlos einstellbar bis abschaltbar. 3D-Darstellungen können auf Dauer auch über ein Passwort deaktiviert werden. Nintendo empfiehlt dies ausdrücklich Eltern, die Kinder im Alter von unter sechs Jahren mit dem Gerät spielen lassen, obgleich es keine Erkenntnisse zu etwaigen Langzeitschäden durch stereoskopische Projektionen gibt. Der untere Bildschirm hingegen ist ein 7,62 cm (3 Zoll) großer, druckempfindlicher Touchscreen. Die Auflösung des Touchscreens beträgt 320 × 240 px.
Auch bei der Steuerung ähnelt der 3DS seinem Vorgänger. Zur besseren Steuerung befindet sich nun jedoch ein Analog-Stick, genannt Slide Pad, auf der linken Seite. Die Tasten „Start“ und „Select“ sind an der Unterkante des Touchscreens angeordnet, zu denen sich beim 3DS, ähnlich wie bei der Wiimote, auch ein „Home-Button“ gesellt. Mit diesem ist es möglich, aus Spielen in das Hauptmenü zurückzukehren, ohne das Spiel dabei zu beenden, allerdings nur bei 3DS-Spielmodulen (sofern keine neue Anwendung gestartet wird). Zusätzlich ist Bewegungssteuerung über einen Beschleunigungssensor und ein Gyrometer möglich. Diese ermöglichen auch einen Schrittzähler im 3DS (siehe auch Spielmünzen). Als Grafikchip verwendet der 3DS die „PICA200“-Prozessortechnologie des japanischen Unternehmens Digital Media Professionals.
Wie der direkte Vorgänger – der DSi, besitzt auch der 3DS Kameras, jedoch zwei auf der Außenseite der Konsole, die stereoskopische Fotografien ermöglichen sowie eine innen zum Spieler gerichtet. Alle Kameras haben eine VGA-Auflösung von 640 × 480 px (0,3 Megapixel). Die Wi-Fi-Anbindung wurde ausgebaut, so dass man sich mit anderen 3DS-Systemen verbinden kann und z. B. das Austauschen von Highscores möglich ist. Der Nintendo 3DS kann immer online sein, auch im Stand-by-Modus, um Spielupdates etc. herunterzuladen oder die StreetPass-Funktion zu nutzen (Datenaustausch bei bestimmten Spielen). Das 2,4-GHz-Band wird unterstützt. Die Wi-Fi Funktionalität kann erstmals über einen physischen Schalter an- und ausgeschaltet werden.
Spiele werden wie beim Nintendo DS auf Spielmodulen ausgeliefert, die mechanisch abgeändert wurden, so dass sie nicht in den DS passen. Die Spiele haben eine maximale Größe von 8 GB, daneben ist wie beim DSi ein SD(-HC)-Kartenschacht vorhanden, der als Unterstützung des internen Speichers dient, um z. B. die aufgenommenen Fotos zu speichern. Ähnlich wie bei der Wii wird auch ein Activity-Log geführt, mit dem der Benutzer die Spielzeit für jede verwendete Software aufgelistet bekommt.
Das Gewicht des Handhelds beträgt 227 Gramm. Betrieben wird er mit einem Lithium-Ionen-Akku mit 1300 mAh. Laut Nintendo soll der Akkumulator beim Abspielen von 3DS-Spielen 3–5 Stunden, bei DS-Spielen 5–8 Stunden lang halten. Diese Angaben sind bezogen auf die höchste Helligkeitsstufe, da unter geringerer Helligkeitsstufe der 3D-Effekt schlechter bis gar nicht mehr sichtbar sein soll. Die Abmessungen betragen 13,5 cm Länge, 7,4 cm Breite und 2 cm Höhe. Die Herstellungskosten für die Hardware und den Zusammenbau belaufen sich laut Analyse-Dienst IHS iSuppli auf rund 73 Euro.
Ferner können 3D-Fotos und Tonaufzeichnungen erstellt werden, letztere können per SD-Karte auch anderweitig genutzt werden. Seit dem Firmware-Update auf Version 3.0.0 (7. Dezember 2011) besteht die Möglichkeit, 3D-Videos aufzunehmen und anzuschauen.
Mit Hilfe der sechs beiliegenden AR-Karten können in Spielen und Anwendungen, die diese unterstützen, spezielle Funktionen genutzt werden. So erscheinen beispielsweise Tiere von Nintendogs+Cats virtuell auf diesen Pappkarten mit Ausrüstungen dieser Charaktere. Zugleich können Fotos erstellt werden und Sprachbefehle wie Tricks der Tiere gezeigt werden.

## Circle Pad Pro

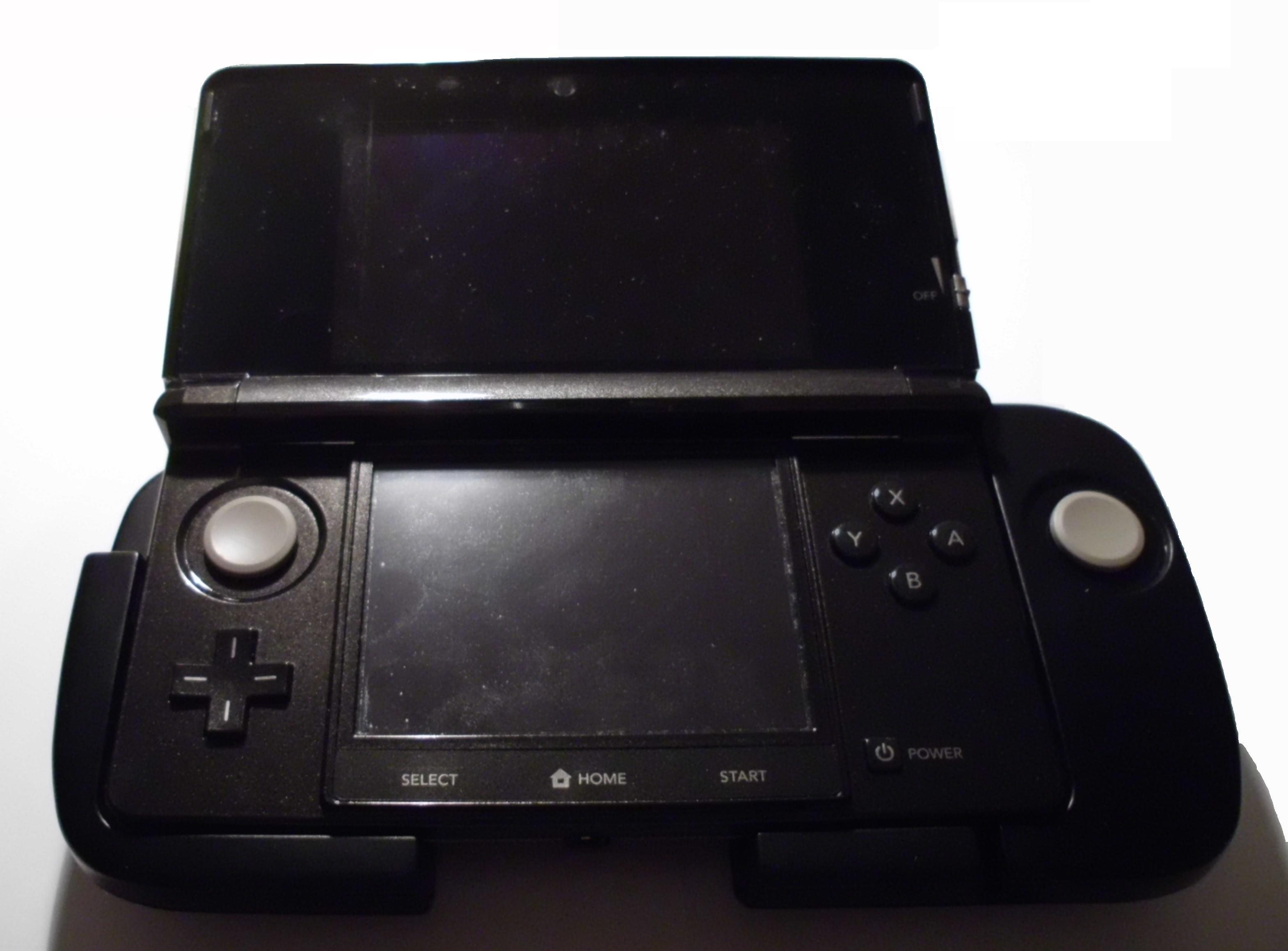
3DS mit Circle Pad Pro

Am 13. September 2011 kündigte Nintendos Präsident Satoru Iwata ein zweites Schiebepad für den 3DS an. Dieses sollte als optionales Zubehör erhältlich sein und bei einigen Spielen Verbesserungen in der Steuerung bieten. In Deutschland erschien es als Circle Pad Pro am 27. Januar 2012. Das erste Spiel, das es unterstützte, war Resident Evil: Revelations.
Das Circle Pad Pro ist eine Zusatzperipherie, in die der 3DS hineingelegt wird. Auf der rechten Seite ergänzt das Circle Pad Pro so einen zweiten Analogstick. Des Weiteren ergänzt die Peripherie das 3DS-System um zwei weitere Schultertasten. Das Circle Pad Pro wird mit einer eigenen Batterie betrieben und kommuniziert mit dem 3DS mittels Infrarot. Für den 3DS XL war seit März 2013 eine angepasste Version des Circle Pad Pro erhältlich.

## Street- und SpotPass
Bei StreetPass handelt es sich um eine Möglichkeit, Daten (z. B. Spielgegenstände) mit anderen Nutzern auszutauschen. Bei der Übertragung wird auch der vom Benutzer erstellte Spiel-Avatar („Mii“) übertragen, der dann in einer bestimmten Anwendung, der StreetPass Mii-Lobby, betrachtet werden kann. Auf diese Weise kann man z. B. Puzzleteile tauschen, die man sich sonst für Spielmünzen kaufen muss. Außerdem werden auch diverse andere 3DS-Spiele von StreetPass unterstützt, z. B. Mario Kart 7, Animal Crossing: New Leaf oder Super Smash Bros. for Nintendo 3DS. Die Übertragungsdauer liegt zwischen ca. zwei Sekunden und drei Minuten.
Mit SpotPass verbindet sich das System automatisch mit dem Internet, um z. B. Videos oder Nachrichten herunterzuladen. Außerdem ist es bei ausgewählten Softwaretiteln möglich, über SpotPass kostenlos Zusatzinhalte und passende Mitteilungen zu erhalten, auch wenn die jeweilige 3DS-Speicherkarte (Spielmodul) nicht eingelegt oder gestartet ist.

## Spielmünzen
Mit Hilfe des Schrittzählers wird dem Spieler für jeweils 100 zurückgelegte Schritte eine virtuelle Spielmünze hinzugefügt. Diese Spielmünzen können für diverse Softwaretitel verwendet werden, wie zum Beispiel für die StreetPass Mii-Lobby, Nintendo Briefkasten oder Animal Crossing: Happy Home Designer.
Die Anzahl der Spielmünzen, die man an einem Tag erhalten kann, ist auf 10 begrenzt. Insgesamt kann man maximal 300 Spielmünzen besitzen.

## NFC

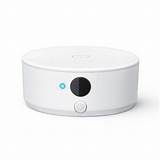
NFC-Lese-/-Schreibgerät

Der New Nintendo 3DS bzw. New Nintendo 2DS XL und New Nintendo 3DS XL besitzen ab Werk ein NFC-Modul. Für die älteren Modelle war seit Herbst 2015 ein NFC-Lese-/Schreibgerät erhältlich. Das Modul wird hauptsächlich zur Amiibo-Unterstützung verwendet.

## Software
Wie auch schon andere Nintendo-Konsolen ist der Nintendo 3DS um eine Generation abwärtskompatibel. So können beispielsweise Nintendo-DS-Spiele auch auf dem 3DS gespielt, aber keine Game-Boy-Advance-Module eingelesen werden. Zusätzlich ist es möglich, bereits gekaufte DSiWare-Titel von einem Nintendo DSi auf den 3DS zu übertragen. Somit ist kein erneuter Kauf nötig. Wie bereits die Wii enthält der 3DS auch eine eigene Fassung der Virtual Console. In der Online-Bibliothek lassen sich unter anderem ausgewählte Game-Boy- und Game-Boy-Color-Titel sowie NES-Titel herunterladen und spielen. Einzelne Spiele werden aufbereitet und unterstützen den 3D-Effekt.
Der Nintendo 3DS bekam zudem am 7. Juni 2011 einen NetFront-Webbrowser sowie einen Zugang zum Nintendo eShop für Spieledownloads. Wegen technischer Probleme konnte der eShop nicht wie zunächst geplant zur Veröffentlichung der Konsole verfügbar sein. Anders als bei den Spieledownloadzentralen für Wii und DSi kann zur Bezahlung keine Nintendo-Points-Card verwendet werden, stattdessen dient als Bezahlmethode die Kreditkarte sowie spezielle eShop-Guthabenkarten mit Werten 15 € und 25 €.
Im eShop erworbene Software wird automatisch auf der angeschlossenen SD-Karte oder im Fall von DSiWare im systeminternen Speicher installiert. Speicherplatz wird im Benutzerinterface des 3DS in „Blöcken“ angegeben, ein „Block“ entspricht 128 Kilobyte. Während Virtual Console und Nintendo 3DS Download-Software nur auf der SD-Karte gespeichert werden kann, ist DSiWare über den Menüpunkt „Datenverwaltung“ in den Systemeinstellungen frei zwischen SD-Karte und internem Speicher bewegbar. Von der Software erstellte Daten wie z. B. Speicherstände oder die relative Position des Icons im „Home“-Menü werden dabei mit verschoben. Jedoch ist das Starten von auf einer SD-Karte gespeicherter DSiWare nicht möglich.
Durch ein System-Update am 7. Dezember 2011 wurde der 3DS um eine Videoaufnahmefunktion erweitert. Diese erlaubt dem Nutzer, zehnminütige 2D- sowie 3D-Videos aufzunehmen und Stop-Motion-Filme zu erstellen. Seit dem 15. Dezember 2011 kann kostenlos der Eurosport Videoplayer aus dem Nintendo eShop heruntergeladen werden. Dieser Videoplayer erlaubt dem Nutzer 3D-Sportvideos anzusehen. Das Angebot wurde zunächst jede Woche aktualisiert, jedoch ist mittlerweile der Support der Anwendung eingestellt und es werden keine neuen Videos veröffentlicht. Nutzer dieser Anwendung können sie zwar erneut herunterladen, im eShop tauchen sie aber nicht mehr auf.
Am 21. Dezember 2011 erschien der Nintendo-Briefkasten im Nintendo eShop. Dieser ermöglicht es dem Benutzer, Briefe an seine Freunde (die in der Freundesliste des Nintendo 3DS verzeichnet sind) zu verschicken. Die Briefe werden anhand des Touchscreens handschriftlich geschrieben und via StreetPass gesendet und empfangen. Wenn man mehrere Male Briefe verschickt, schaltet man neue Funktionen frei, wie z. B. 3D-Schrift, neues Briefpapier und das Einfügen von Fotos. Weitere Briefpapiere sowie die Möglichkeit, bis zu fünf Sekunden lange Audioaufnahmen einzufügen, können über Spielmünzen freigeschaltet werden. Bis zum 1. November 2013 konnten die Nachrichten auch über SpotPass (Internet) versendet werden. Diese Option wurde von Nintendo eingestellt, weil die Software teilweise auch von Minderjährigen dazu verwendet wurde, anstößiges Material zu tauschen. Zudem sollen hierfür in Foren auch Freundescodes getauscht worden sein.
Der drahtlose Mitteilungsdienst „PictoChat“ zum dezentralen örtlichen Austausch von Zeichnungen und Text, welcher mit dem Nintendo DS eingeführt und vom DSi unterstützt wurde, ist nicht auf dem 3DS vorhanden.
Am 25. April 2012 wurde Version 4.0.0-7E veröffentlicht. Mit dieser ist es möglich, Ordner für seine Software-Titel zu erstellen und diese nach Belieben zu ordnen. Außerdem werden nun Spiele-Patches unterstützt. So wurde ein Update für Mario Kart 7 bereitgestellt, welches Bugs, die unfaire Streckenabkürzungen ermöglichen, im Online-Modus behebt. Nebenbei wurde auch das Design des eShops benutzerfreundlicher gestaltet.

## Video-Services
In den ersten Jahren nach Erscheinen der 3DS vertrieb Nintendo im eShop neben zahlreichen Zusatzinhalten wie Videos auch eigene oder durch Kooperationspartner betriebene Video Services. In diesen waren zum Beispiel Spieletrailer, Dokumentationen und andere Arten, oft in 3D, verfügbar. Die Videos wurden via Spotpass drahtlos auf den Nintendo 3DS geladen und auf der SD-Karte gespeichert.
Im Juli 2011 gab Nintendo den eigenen Service Nintendo Video zum Download frei. Dieser bot dem Nutzer Spieletrailer, animierte Kurzfilme und Dokumentationen, welche offline verfügbar waren, bis sie durch neue Inhalte ausgetauscht wurden. Dieser Dienst wurde am 31. März 2014 offiziell eingestellt.
Für die Streamingdienste Netflix und (ab 2013) Hulu plus sowie (in Europa ab 2013) für Youtube waren Apps verfügbar. Netflix plante ursprünglich auch, 3D-Filme anzubieten.
In Europa bot der Sportsender Eurosport seit dem 15. Dezember 2011 ebenfalls einen Video-Service an, mit dem Nutzer 3D-Sport-Videos anschauen konnten. Diese waren wie bei Nintendo Video jeweils für einen bestimmten Zeitraum nach (automatischem) Download offline verfügbar und wurden dann kontinuierlich ersetzt. Seit dem 31. Dezember 2012 ist der Dienst nicht mehr aktiv.

## Starttitel
Folgende Spiele sind am 25. März 2011 zusammen mit dem 3DS in Europa auf den Markt gekommen:
| Titel                                    | Publisher             |
| ---------------------------------------- | --------------------- |
| Die Sims 3                               | Electronic Arts       |
| Pilotwings Resort                        | Nintendo              |
| Nintendogs+Cats (verschiedene Versionen) | Nintendo              |
| Super Street Fighter IV: 3D Edition      | Capcom                |
| Pro Evolution Soccer 2011 3D             | Konami                |
| Lego Star Wars III: The Clone Wars       | Activision            |
| Ridge Racer 3D                           | Namco Bandai Partners |
| Super Monkey Ball 3D                     | Sega                  |
| Samurai Warriors: Chronicles             | Tecmo                 |
| Asphalt 3D                               | Ubisoft               |
| Tom Clancy’s Ghost Recon: Shadow Wars    | Ubisoft               |
| Tom Clancy’s Splinter Cell 3D            | Ubisoft               |
| Rayman 3D                                | Ubisoft               |

## Weiterentwicklungen

### Nintendo 3DS XL

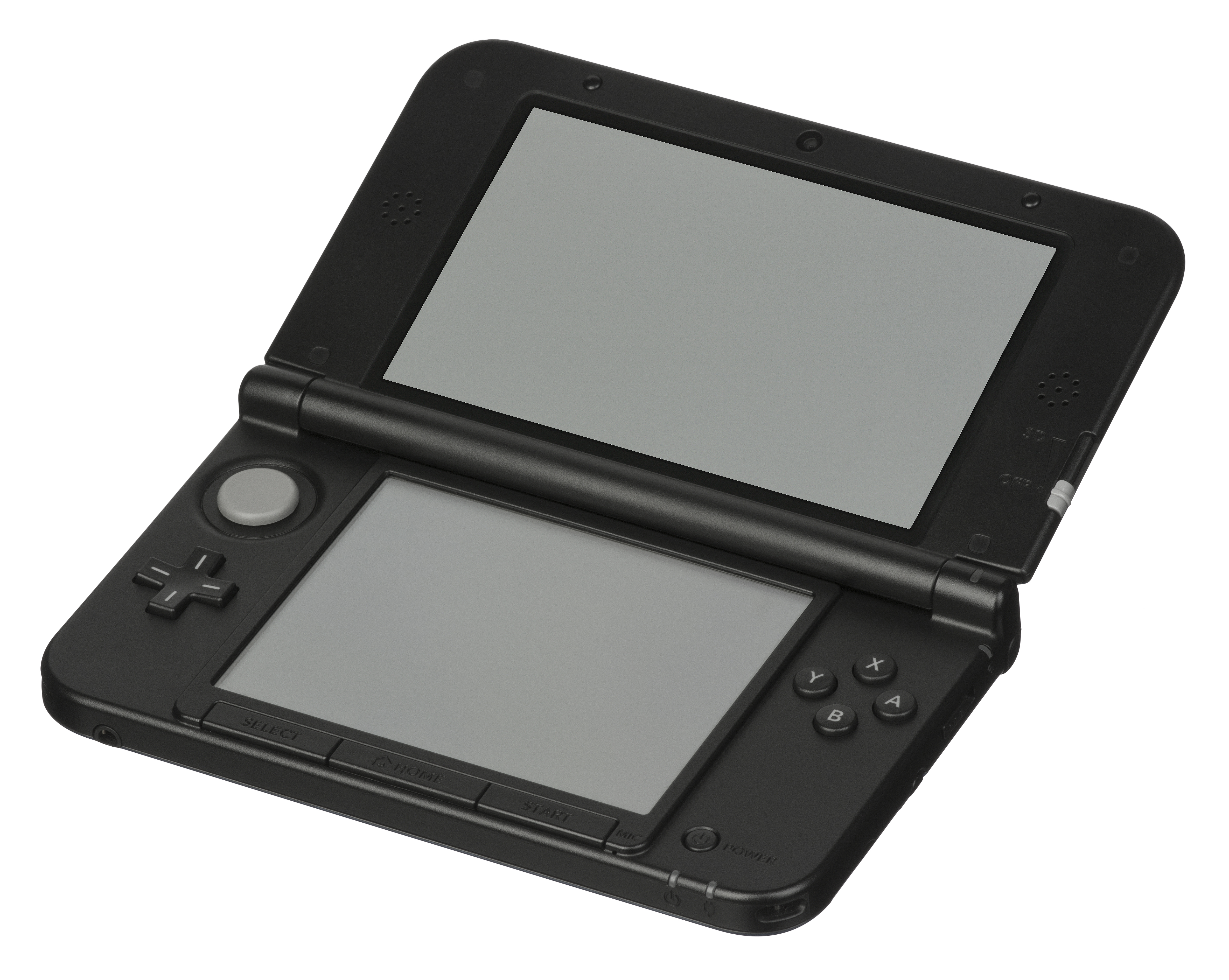
Nintendo 3DS XL

Am 22. Juni 2012 kündigte Nintendo auf einer Internetkonferenz den Nintendo 3DS XL an, eine Variante des Nintendo 3DS mit überarbeitetem Design. Das Gerät verfügt über einen 4,88 Zoll/12,39 cm (3DS: 3,53 Zoll/8,97 cm) großen oberen und einen 4,18 Zoll/10,61 cm (3DS: 3,00 Zoll/7,62 cm) großen unteren Bildschirm. Im geschlossenen Zustand misst die mit 336 Gramm nun etwa 100 Gramm schwerere XL-Variante 15,6 × 9,3 × 2,2 Zentimeter und kann laut Hersteller im Akku-Betrieb bis zu 6,5 Stunden (3DS: bis 5 Stunden) genutzt werden, da sich die Kapazität im Vergleich zum Standardmodell auf 1750 mAh beläuft. Die Kapazität der mitgelieferten Speicherkarte umfasst statt zwei nun vier Gigabyte.
Der 3DS XL erschien in Europa am 28. Juli 2012 zunächst in den Farben Silber, Blau und Rot und wurde nur ohne Ladegerät angeboten (die Ladegeräte von 3DS, DSi XL und DSi sind jedoch kompatibel). Bis zum 31. Dezember wurden weltweit mehr als sieben Millionen 3DS XL verkauft. In Japan wurden zusätzliche weitere Design-Varianten vorgestellt, davon waren einige Modelle auch in Neonfarben.
In Deutschland war der 3DS XL ebenfalls im New-Super-Mario-Bros.-, Animal-Crossing-, Pikachu-, Fire-Emblem-, Yoshi-, Pokémon-X-&-Y-, Pokemon Alpha Saphir und Omega Rubin sowie Zelda-Design erhältlich.
Seit dem Frühjahr 2013 war er in Deutschland auch in den Farben Schwarz, Weiß und Pink verfügbar. Im Juli 2014 kündigte Nintendo außerdem eine Super-Smash-Bros.-Version an, die anlässlich der Veröffentlichung von Super Smash Bros. for Nintendo 3DS erscheinen sollte.

### Nintendo 2DS
Am 28. August 2013 kündigte Nintendo ein weiteres Modell an, den Nintendo 2DS. Es unterstützte sämtliche DS- und 3DS-Spiele, bot im Gegensatz zu den 3DS-Modellen aber keinen 3D-Effekt und war nicht zusammenklappbar. Das Modell erschien am 12. Oktober 2013 unter anderem in Europa und Nordamerika, in Japan erst am 27. Februar 2016.

### New Nintendo 3DS und New Nintendo 3DS XL

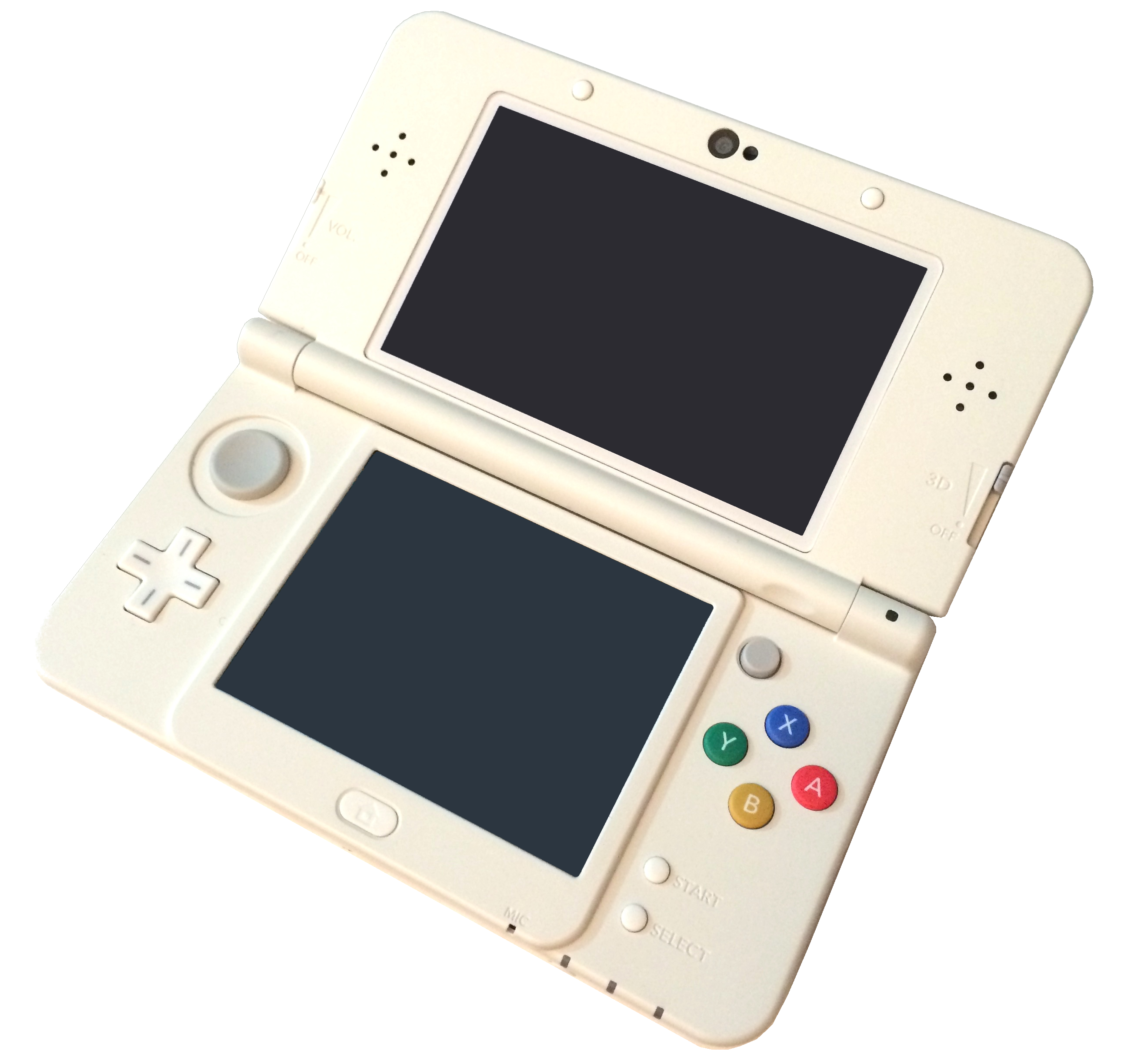
New Nintendo 3DS

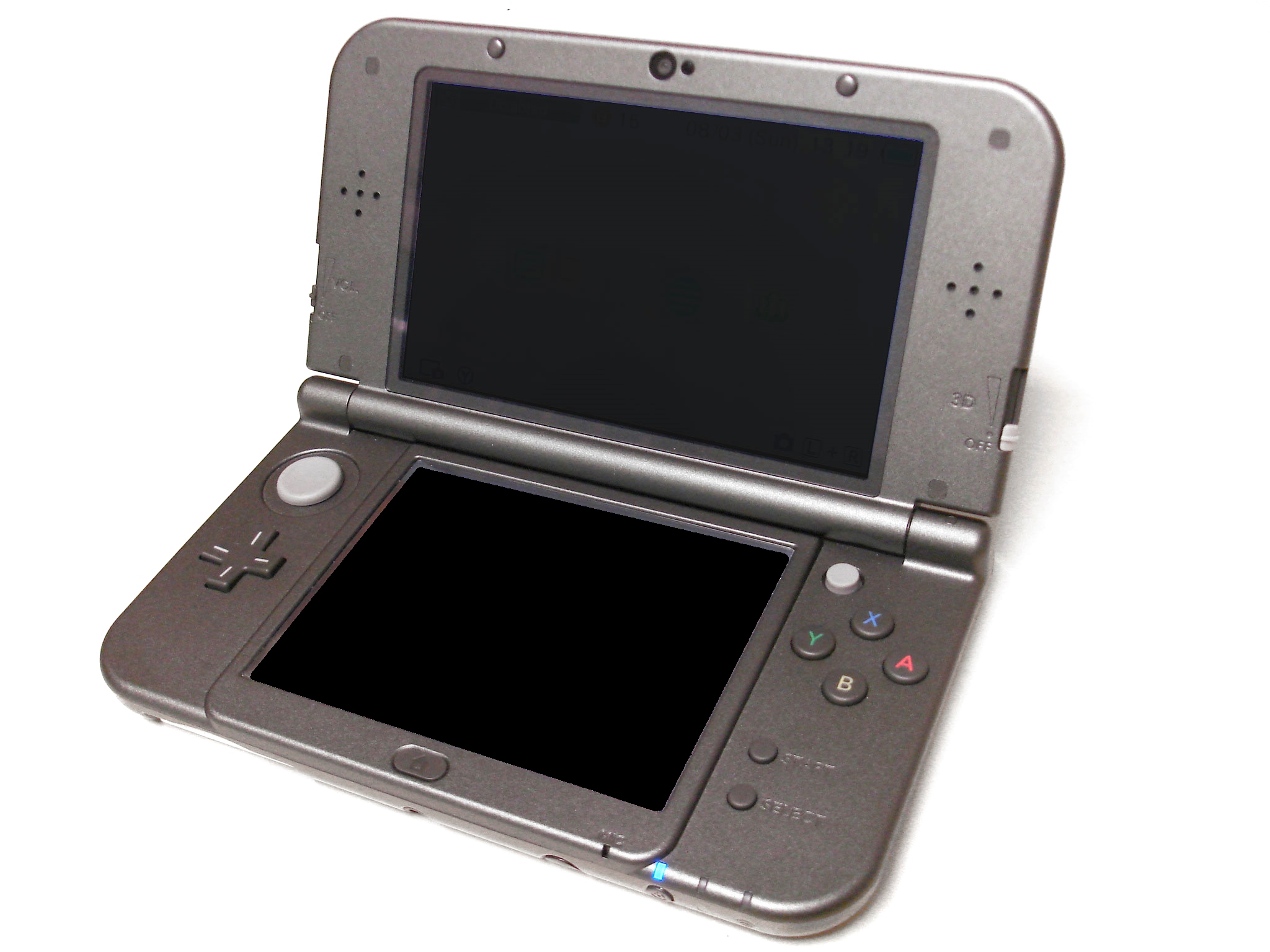
New Nintendo 3DS XL

Im Zuge einer Internetkonferenz wurden am 29. August 2014 zwei neue Modelle des 3DS und 3DS XL angekündigt. Es handelte sich im Grunde um eine technische Verbesserung der beiden schon auf dem Markt befindlichen Modelle. Der New 3DS und New 3DS XL verfügen über zwei neue Schultertasten mit der Bezeichnung ZR und ZL sowie einen C-Stick. Dieser kann in Spielen wie das Circle-Pad Pro verwendet werden, unterscheidet sich jedoch in seiner Funktionsweise von einem Schiebepad/Analogstick, da er sich nicht verschieben lässt. Der C-Stick lässt sich stattdessen leicht in unterschiedliche Richtungen neigen, ähnlich einem Trackpoint. Ebenfalls mit dabei ist ein NFC-Chip für die Amiibo-Figuren.
Die New-Modelle enthalten außerdem einen stärkeren Prozessor, wodurch aufwändigere Spiele und Anwendungen flüssiger laufen sollen, der Browser erhält HTML5-Unterstützung. Die Größe der Bildschirme des New 3DS XL im Vergleich zum 3DS XL hat sich nicht geändert; die Bildschirme des New 3DS sind jedoch ein wenig größer geworden. Die Konsolen erhalten verbesserte Akkus, mit denen sie bei der Verwendung von 3DS-Spielen bis zu sieben Stunden durchhalten sollen und als Speicher werden nun microSD-Karten verwendet. Zudem wurde der 3D-Effekt verbessert, die Frontkamera erfasst nun das Gesicht des Spielers und richtet den 3D-Effekt entsprechend aus: Dadurch sieht man nun auch dann ein klares 3D-Bild, wenn man schräg auf das Gerät sieht. Es erschienen außerdem exklusive Titel für den New 3DS bzw. New 3DS XL und New 2DS XL. Xenoblade Chronicles war das erste exklusive New 3DS-Spiel. Auch exklusive Virtual-Console-Spiele gibt es für die New 3DS-Modelle. Wie beim Nintendo 3DS XL legt Nintendo kein Ladegerät zum Lieferumfang bei.

#### Veränderte Hardwarespezifikationen
- CPU: Quad-Core-ARM11 268 MHz (Standard-CPU-Takt), bis zu 804 MHz im Home Menu und bei Bedarf für New-3DS-Exklusivtitel möglich (statt Dual-Core 268 MHz)[52]
- Speicher: 256 MiB RAM (statt 128 MiB), 10 MiB Grafikspeicher (statt 6 MiB), 1 GB interner Flashspeicher (per microSD erweiterbar)
- Akku: 1400 mAh beim New 3DS statt 1300 mAh (1750 mAh beim New 3DS XL und beim Vorgänger)[53]
- Display: 2 unterschiedliche Displaymodelle des New Nintendo 3DS XL: IPS- oder TN-Panel in beliebiger Kombination[54]

#### Veröffentlichungsdaten
In Japan waren die beiden Modelle seit dem 11. Oktober 2014 erhältlich. In Australien war er seit dem 21. November 2014 verfügbar. Der Europa- und Nordamerika-Start war am 13. Februar 2015. Die Erstauflage des New 3DS wurde in Schwarz und Weiß ausgeliefert und die des New 3DS XL in metallicblau und metallicschwarz, zusätzlich erschienen am selben Tag zwei spezielle New-3DS-Versionen, nämlich The Legend of Zelda: Majora’s Mask 3D und Monster Hunter 4 Ultimate. Das Austauschen der Abdeckungen des New-Nintendo-3DS-Modells ist mittels separat erhältlicher, individuell gestalteter, austauschbarer Abdeckungen möglich, nicht jedoch bei der XL-Variante.

### New Nintendo 2DS XL
Angekündigt am 27. April 2017, kam am 28. Juli desselben Jahres der New Nintendo 2DS XL auf den Markt. Als überarbeitete Version des Nintendo 2DS bietet er alle Neuerungen des New 3DS, mit Ausnahme des 3D-Effekts, der auch schon beim Vorgänger fehlte. Dafür ist er anders als der Nintendo 2DS zusammenklappbar und etwas größer. Sein Bildschirm misst 4,88 Zoll. Zur Steuerung nutzt der New Nintendo 2DS XL einen C-Stick sowie ZL- und ZR-Tasten. Zudem unterstützt er die Amiibo-Funktion.